# باب الحديد (حلب)
باب الحديد أحد أبواب مدينة حلب القديمة ولا يزال إلى اليوم ويقع شمال القلعة مباشرة
وسمي بباب الحديد لأن الحوانيت التي تجاوره كان يصنع فيها الحديد ولا يزال حتى يومنا حدّادون قربه , وكان اسمه باب القناة لأنها تعبر منه , وهو غير باب الحديد في دمشق ، فقد قال فيه ابن شداد: سمي كذلك لأنه كله حديد فقيل باب الحديد وتركت الألف واللام تخفيفاً وكان اسمه باب القناة لأنها تعبر منه ، وعرف أيضاً بباب بنقوسا., بناه قانصوه الغوري عام 1059هـ ,وفيه المدرسة الأتابكية، أنشأها /شهاب الدين طغرلبك عتيق الملك الظاهر غياث الدين غازي/ سنة 618 هـ ، أحرقها التتار ورممت بعدهم ثم تحولت إلى دار سكن ، والأتابكية هي الكلتاوية الصغرى ، وهو مؤلف من بابين بينهما ممر وفوقهما حصن منيع.